# サザンクロス遠征

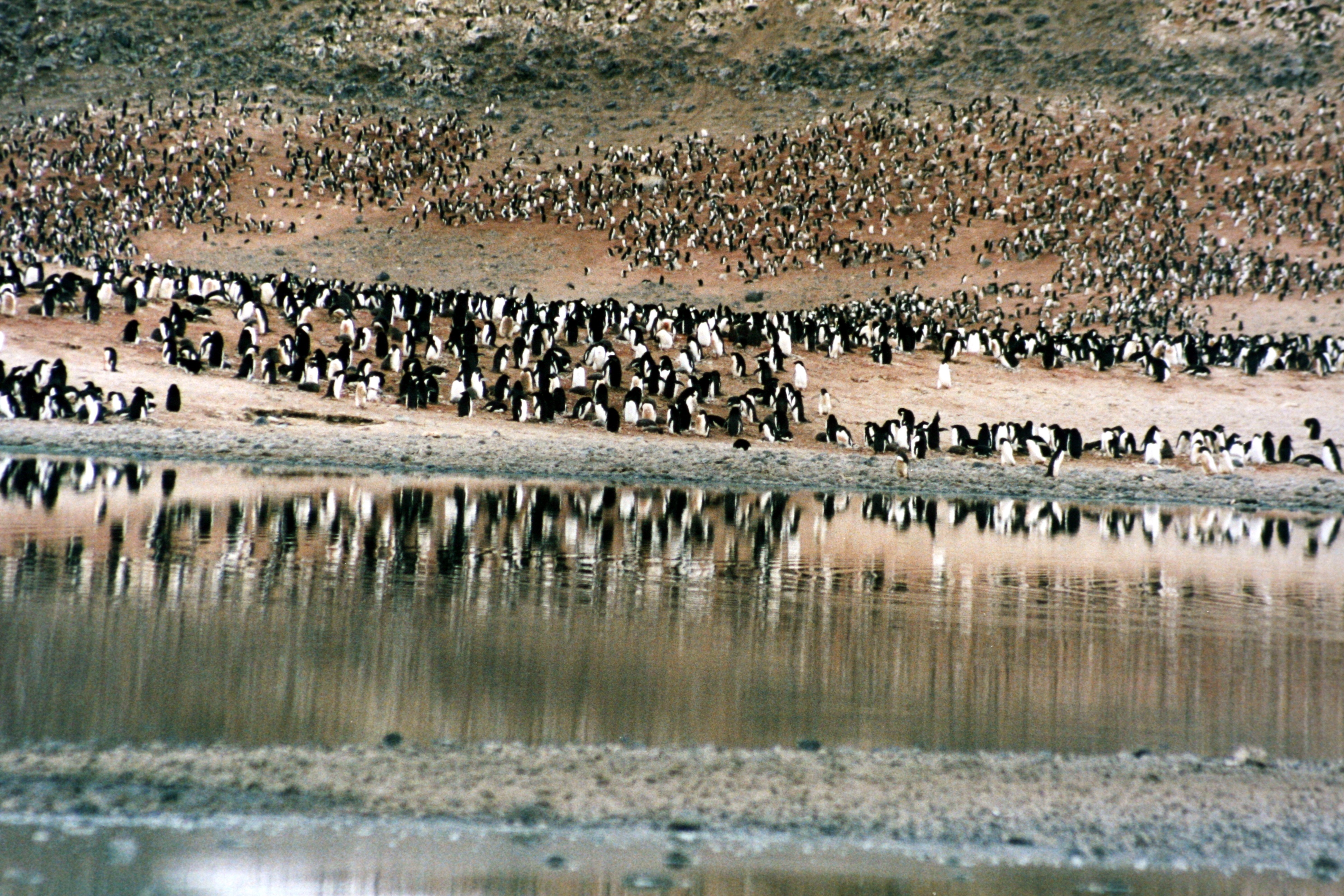
南極のケープアデア、サザンクロス遠征隊の上陸地点、ペンギンの繁殖地である。2001年撮影

サザンクロス遠征（サザンクロスえんせい、英語: Southern Cross Expedition、正式にはイギリス南極遠征1898年-1900年）は、南極探検の英雄時代ではイギリスが初めて行った遠征であり、後のロバート・スコットやアーネスト・シャクルトンが行った成果の華々しかった探検行の先駆けになったものである。ノルウェー生まれで半分イギリスの血を引き、探検家かつ学校長のカルステン・ボルクグレヴィンクが発案した探検であり、南極大陸で初めて越冬し、1839年から1843年のジェイムズ・クラーク・ロス以来となるグレート・アイス・バリアを訪れ、バリア表面に初めて上がった。南極行では初めて犬と橇を使った。
この遠征はイギリスの雑誌出版者ジョージ・ニューネス卿が個人的に資金を出したものだった。1898年8月にSSサザンクロス号で南に向かい、ボルクグレヴィンクの隊は、ロス海海岸線の北西端であるケープアデアで1899年の冬を過ごした。ここで科学観測の広範なプログラムをこなしたが、基地を取り囲む山や氷のある地形のために内陸の探検は厳しく制限されたままだった。1900年1月、隊はSSサザンクロス号でケープアデアを離れてロス海を探検した。それは60年前にロスがたどった経路だった。隊はグレート・アイス・バリアに達し、3人の小部隊がバリア表面を初めて橇で旅し、その間に新しい最南端記録南緯78度50分に達した。
この遠征隊がイングランドに戻った時、ロンドンの地理関係者から冷ややかに受け止められた。王立地理学会は独自の国営南極探検で心に描いていた役割の優先権について憤慨していた。ボルクグレヴィンクの指導者としての特性にも疑問があり、遠征隊が持ち帰った限られた量の科学情報にも批判があった。南極で越冬し、移動することには前例のない成果があったものの、ボルクグレヴィンクはスコットやシャクルトンのような英雄扱いを受けず、その遠征隊は英雄時代の探検家を取り巻くドラマの中で、すぐに忘れられていった。しかし、1911年の南極点征服者ロアール・アムンセンは、ボルクグレヴィンクが南極行に対する大きな障害を取り除いてくれ、その後に続いた全ての遠征に道を開いたことを認めた。

## 背景

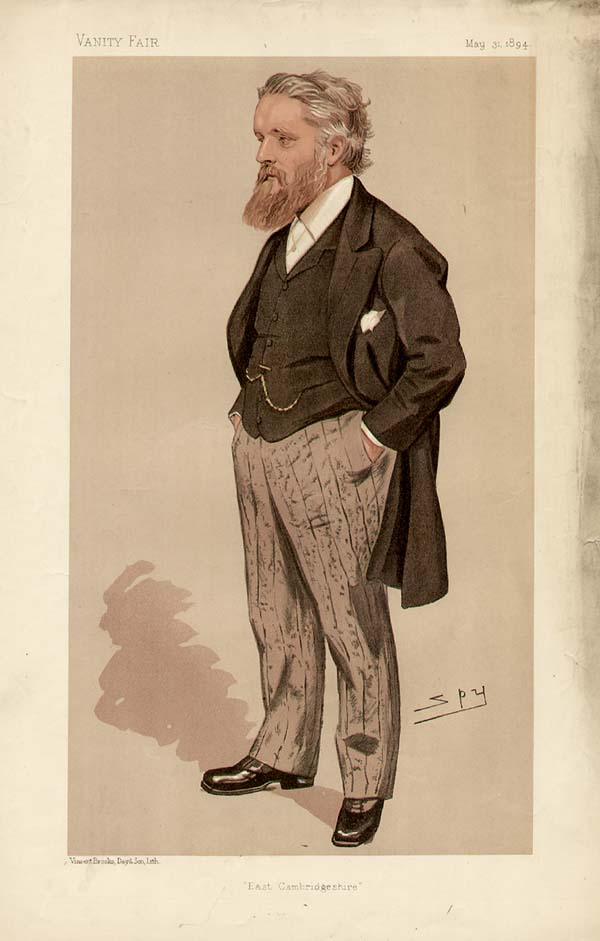
ジョージ・ニューネス卿の漫画

カルステン・ボルクグレヴィンクはノルウェー人の父とイギリス人の母の間に1864年にオスロで生まれ、1888年にオーストラリアに移民し、内陸の測量チームで仕事をしていたが、その後ニューサウスウェールズ州で地方の学校教師の指名を受けていた。1894年、捕鯨船アンタークティックでヘンリク・ブルが率いる商業遠征に加わり、南極海を通って、ロス海の西入り口であるケープアデアに到達した。ブルとボルクグレヴィンクを含む探検隊が短期間上陸し、南極大陸に足を踏み入れた最初の者となった。ただし、アザラシ狩猟者のジョン・デイビスが1821年に南極半島に上陸したと考えられている。ブル達はロス海のポゼッション島も訪れ、ブリキ缶にその旅の証拠となるメッセージを残した。ボルクグレヴィンクはケープアデアの場所について、その大きなペンギンの繁殖地が新鮮な食料と脂肪の供給源であり、将来の遠征で越冬し、さらに南極の内陸を探検する基地として機能することを確信した。
ボルクグレヴィンクはケープアデアから戻ってから遠征隊を自分で率いたいと決心し、その後の3年間の多くを使ってオーストラリアとイギリスで財政的な援助を得ようとしていた。王立地理学会から幾らかの激励を受けたものの、1895年にボルクグレヴィンクが出席した国際会議はうまく行かなかった。王立地理学会は実際に独自の大規模なイギリス国営南極遠征を実施する計画を温めており、資金源を探していた。ボルクグレヴィンクは王立地理学会の会長クレメンツ・マーカム卿から、外国からの侵入者であり、資金の競合者であると見なされた。しかし、ボルクグレヴィンクは遂にその遠征の全費用4万ポンド（5,628,100ポンド、2014年換算)を出してくれる出版者ジョージ・ニューネス卿を説得できた。ニューネスの事業はマーカムの遠征の後ろ盾となったアルフレッド・ハームズワースと競合していた。このことがマーカムと王立地理学会を激高させた。ニューネスの寄付は「国営遠征の端緒をつける」には十分な額だったからだった。
ニューネスは1つ条件をつけた。ボルクグレヴィンクの遠征はイギリス国旗を掲げて行かねばならないとしたことであり、国営南極遠征のスタイルに合わせた。ボルクグレヴィンクはすぐにこの条件に合意したが、遠征隊全員のうち2人しかイギリス人ではなかった。このことでマーカムの敵対意識と侮蔑を増すことになった。王立地理学会の司書ヒュー・ロバート・ミルがサザンクロス遠征の出発に出席していたため、マーカムはミルを非難した。
そのとき、ミルは感動的な言葉で遠征を祝福し、誰もまだ到達したことのなかった地球の一部があるというのは、「人類の事業にとって恥である」と言った。「ジョージ・ニューネス卿の気前の良さとボルクグレヴィンク氏の勇気」を通じてこの恥がなくなることを期待した。

## 組織

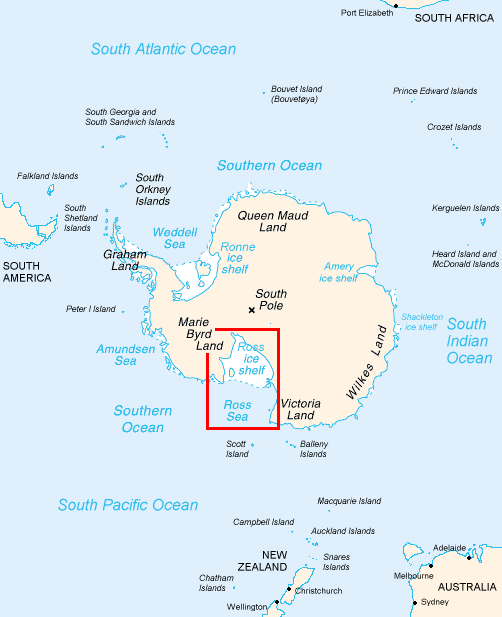
南極地図、サザンクロス遠征が行動した範囲を赤の矩形で示す。ケープアデアは矩形の右下隅、ロス棚氷すなわちグレート・アイス・バリアは矩形の中央にある

### 遠征の目的
ボルクグレヴィンクの遠征目的は、商業、科学、地理学の目標を合わせたものだった。1894年から1895年の航海で観察したグアノ堆積物を商業化する会社を結成しようと考えたが、これは成功しなかった。南磁極の場所を突き止める可能性など、滞在型遠征で実行できる広範な作業について、多くの科学界に強調していた。ボルクグレヴィンクが指名した科学者チームには経験の足りない者もいたが、磁気学、気象学、生物学、動物学、剥製学、地図学など幅広い学問が入っていた。ボルクグレヴィンクは遠征隊の科学的業績が、地理的な発見や旅の素晴らしさ、南極点への接近にも引き合うものであることも期待した。南極大陸に地理について知識はなく、ケープアデアの基地の場所が南極内陸部の重大な探検に重要なものになることに気づいていなかった。

### 船
ボルクグレヴィンクは遠征用船のために、著名なノルウェーの造船者であるコリン・アーチャーの造船所で建造された蒸気駆動捕鯨船ポルクスを購入した。アーチャーはフリチョフ・ナンセンの船フラム号を設計し建造していた。フラム号は1896年にナンセンの「最北点」遠征で北極海を長く漂流した後、無傷で帰還していた。ポルクスはボルクグレヴィンクがすぐにサザンクロスと改名した、総トン数520トン、全長146フィート (45 m)のバークだった。機関はボルクグレヴィンクの仕様に合わせて設計され、ノルウェーを離れる前に艤装された。マーカムはその耐海洋性（おそらくボルクグレヴィンクの出発を妨げた）に疑問を投げかけたが、この船は南極海に要求される全てを満たしていた。歴史の中で極地を目指した船の幾らかと同様、遠征後のその寿命は短かった。ニューファンドランドのアザラシ漁会社に売却され、1914年4月、ニューファンドランド沖で嵐に遭い、乗組員共々失われた。

### 人員

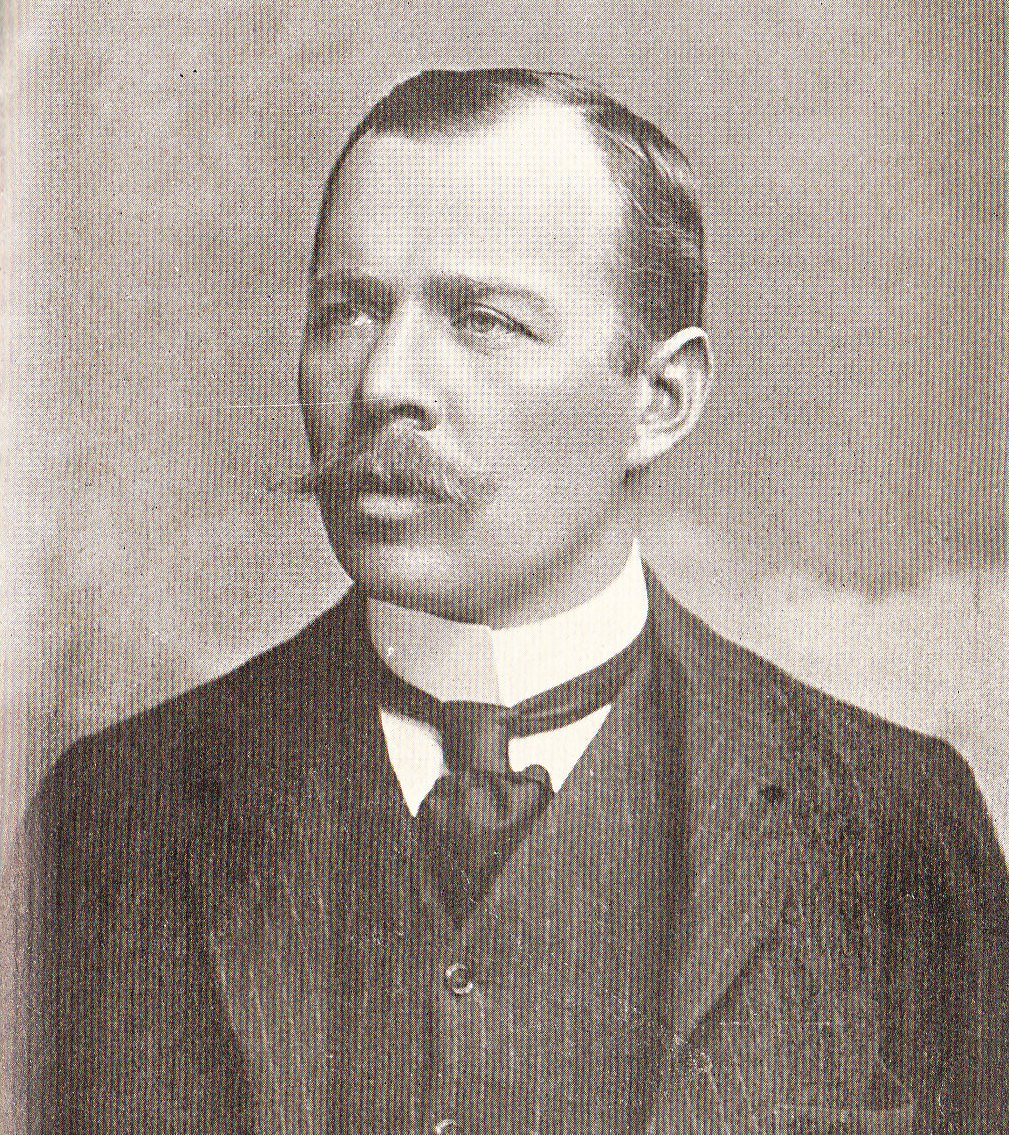
遠征隊長のカルステン・ボルクグレヴィンク

ケープアデアで越冬した10人の越冬隊は、ボルクグレヴィンク、5人の科学者、全体の助手も務めるコック1人、犬の御者2人だった。この隊の中で、5人はノルウェー人であり、2人がイギリス人、1人がオーストラリア人であり、犬御者の2人はノルウェー北部のサーミ人の出身者であり、隊の中ではラップ族と言われたり「フィン族」と言われたりした。科学者の中にはタスマニアのルイ・ベルナッチがおり、メルボルン天文台で磁気学と気象学を学んでいた。1897年から1899年のベルギー南極遠征隊に指名されたが、その地位に就くことができなかった。この遠征隊の用船ベルギカが南に進む途中でメルボルンに立ち寄れず、ベルナッチを置き去りにしていた。ベルナッチはその後ロンドンに旅して、ボルクグレヴィンクの科学スタッフの地位を確保した。ベルナッチのサザンクロス遠征に関する年代記が1901年に出版され、ボルクグレヴィンクの指導力について批判的だったが、遠征隊の科学的業績については弁護していた。1901年、ベルナッチはスコットのディスカバリー遠征隊の物理学者として南極に戻った。スコットのディスカバリー遠征隊にも参加したもう一人の隊員はイギリス人のウィリアム・コルベックであり、イギリス海軍予備役で大尉に任官された経験ある船乗りだった。サザンクロス遠征の準備をする中で、コルベックはキュー天文台で磁気学を学んでいた。
ボルクグレヴィンクの動物学者助手がブリストル出身で教区牧師の息子、ヒュー・ブラックウェル・エバンスであり、カナダの牛牧場で3年間を過ごし、ケルゲレン諸島へのアザラシ漁航海にも行っていた。動物学者主任はニコライ・ハンソンであり、オスロのクリスチャニア大学の卒業生だった。また上陸隊には遠征隊の医師士官ハーロフ・クロフスタッドがおり、以前はベルゲンの精神病院で働いていた。その他には科学者の助手で全体の何でも屋アントン・ファウグナー、コックで全体の助手コルバイン・エリフセン、サーミ人の犬御者ペル・サビオとオレ・ムストの2人だった。サビオは21歳、ムストは20歳だった。隊の中では若い二人だった。ボルクグレヴィンクは後にサビオのことを「その誠実な性格、大胆さ、知性でよく知られていた」と表現していた。
船の仲間はバーナード・イェンセン船長の下にあり、19人のノルウェー人船員と、1人のスウェーデン人ステュワードで構成されていた。イェンセンは経験を積んだ北極と南極の氷海の航海士であり、ボルクグレヴィンクとは、1894年から1895年のブルのアンタークティック号航海で一緒だった。

## 航海

### ケープアデア
サザンクロスは、ヨーク公（後のジョージ5世）による検査後、1898年8月23日にロンドンを出港した。ヨーク公がイギリス国旗を贈呈した。遠征隊の人員、装置と食料と共に、船にはシベリアの橇犬を初めて南極遠征に連れていった。タスマニアのホバートで最後の食料を補い、サザンクロスは12月19日に南極に向かって出港した。1899年1月23日に南極圏に入り、その後3週間は流氷に捉えられていた。ケープアデアを2月16日に視認し、翌日船は岸近くで碇を下ろした。
ケープアデアは南極探検家ジェイムズ・クラーク・ロスが1839年から1843年の遠征で発見していた。長い岬の外れにあり、岬より下は大きな三角形の砂利浜である、ここにブルとボルクグレヴィンクが短期間だが1895年に上陸した。この浜は大陸の中でアデリーペンギン最大の繁殖地であり、家、テントなどを建てる空間が豊富にあった。ペンギンが多いことで、冬の食料や燃料源にもなった。

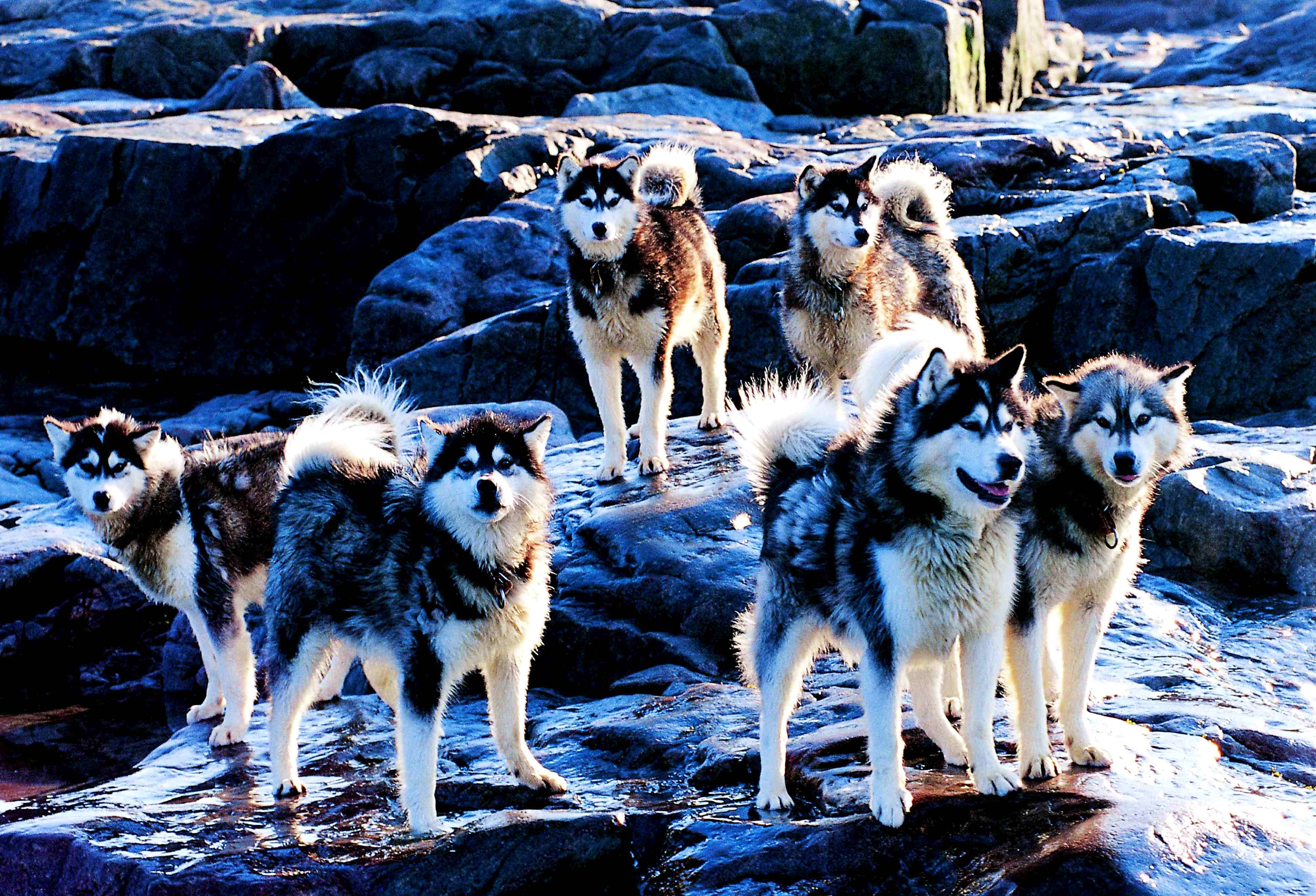
この遠征隊は南極で初めて犬を使うことになった

2月17日に荷卸が始まった。最初に揚げられたのは75頭の犬であり、そのサーミ人御者の2人も犬と一緒だったので、南極大陸で最初の夜を過ごした人となった。その後の12日間で、装置や物資が揚陸されプレハブ小屋が2軒建てられ、1つは住居棟に、1つは保管庫用に使われた。この2軒が南極大陸に最初に建てられた構造物になった。三番目の建物は予備の資材を使って作られ、磁気観測小屋として使われた。「生活小屋」は小さすぎて10人の人が暮らすには不便だった。いい加減なベルナッチが後に「15ft(4.5 m) 平方、岩の多い岸にケーブルで結わえ付けられた」と表現していた。犬達は荷造り用箱から作られた犬小屋に入れられていた。3月2日までに基地はボルクグレヴィンクのイギリス出身である母の旧姓から「キャンプ・リドリー」と命名され、完成し、ヨーク公の旗が掲揚された。その日、サザンクロスはオーストラリアで冬を過ごすために、そこへ向かった。
生活小屋の中には2つの控室があり、1つは写真の暗室として、もう1つは剥製室に使われた。主居住区には二重ガラスとシャッターのある窓を通じて、また屋根高くつけられた1つの小さな四角いガラスを通して太陽光を取り入れた。壁に沿って寝台が設けられ、テーブルとストーブが小屋の中央を占めた。冬になる前の数週間、隊員は近くのロバートソン湾の海氷の上で橇旅行を試しており、その間に海岸線を測量し、鳥や魚の標本を集めた。また食料と燃料のためにアザラシやペンギンを殺した。厳しい冬が始まる5月の半ばには、戸外活動がほとんどできなくなった。

### 南極の冬

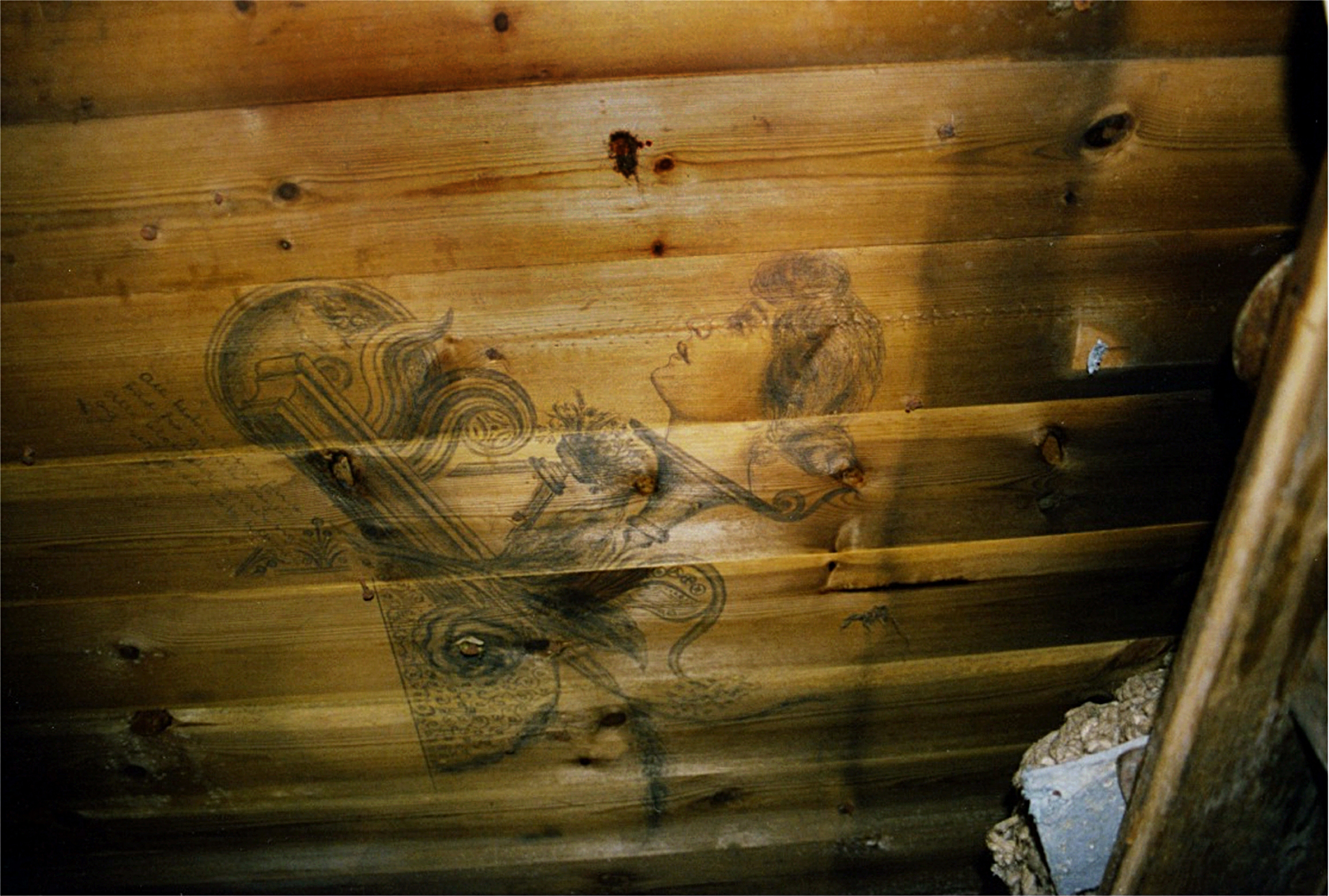
コルバイン・エレフセンが、ケープアデア小屋のベッド上の壁に描いた絵。南極の冬を過ごす暇な時間に描いた

冬が始まると、隊員は生活居住区の中に完全に閉じ込められた。これは難しい時間であることが分かった。ベルナッチは退屈さといら立ちが増していった様子を「士官と隊員、全員で10人は機嫌が悪くなっているのが分かった」と記した。この緊張と拘束の期間に、指揮官としてのボルクグレヴィンクの力が足りていないことがわかった。ベルナッチに拠れば、「多くの観点で...良い指導者ではない」と記していた。極地の歴史家ラナルフ・フィーネスは、「民主的無政府」という状態の中で、汚れ、無秩序、不活発性というのが当時の秩序だったと記している。
ボルクグレヴィンクは訓練を積んだ科学者ではなく、器具に精通していないこと、観測を1つもできなかったことが、隊員数人にとっての大きな関心だったとされていた。しかし、科学観測の計画は続けられ、気象の許されるときは戸外での行動が行われ、さらなる気晴らしとして、サビオが小屋の周りにある雪の吹き溜まりの中で即席のサウナ風呂を作った。コンサートが計画され、ランタンを使った幻燈、歌、朗読があった。この期間に2つの重要な事件が起きた。最初のものは、寝床の中で消されずにいた蝋燭から火事になり、大きな被害を出したことだった。2つ目の事件は隊員の3人が眠っている間に吸った石炭ガスで窒息死しそうになったことだった。

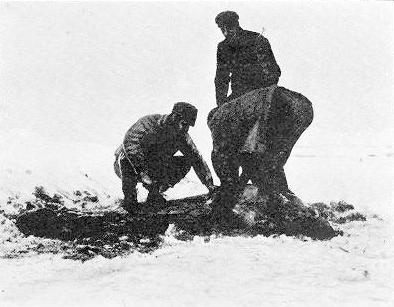
1899年冬、コルベック、ベルナッチ、エバンスがアザラシの皮を剥いでいる

この隊は様々な基本的食料が十分足りていた。バター、紅茶、コーヒー、ニシン、イワシ、チーズ、スープ、缶詰のハチノス、プラム・プディング、乾燥ポテトや野菜があった。しかし、贅沢品がないことですぐに不平が出るようになり、コルベックは「上陸部隊に支給された缶詰果物は途中で食べてしまうか、船の乗組員に残されるかした」と述べていた。タバコも不足していた。500kgを用意するつもりだったが、特定量の噛みタバコのみが揚陸された。
動物学者のニコライ・ハンソンがこの冬の間に病気になった。1899年10月14日、明らかに腸の障害でハンソンが死に、南極大陸に埋葬された最初の者になった。その墓は岬の頂部で凍った土をダイナマイトで爆破して作った。ベルナッチは、「あたりに沈黙と平和が充満している。海鳥が飛んでいる以外永遠の眠りを妨げるものはない」と記した。ハンソンは妻がおり、また南極に向かった後に生まれた娘が残された。
冬から春になると、犬と橇を使ってさらに大掛かりな内陸旅行の準備を始めた。しかし、そのベースキャンプは大陸の内部との間に高い山脈が隔てており、海岸線に沿った行程は、危険な海氷で阻まれていた。これらの要因のためにその探検の範囲が著しく限られており、ロバートソン湾の近傍に限られていた。このとき、小さな島が発見された。ペネル海岸にあるこの島は、遠征隊の庇護者に因んでヨーク公島と名付けられた。その数年後のディスカバリー遠征では、この命名が無視され、その島は「存在しない」ことになったが、その後、位置が南緯71度38分、東経170度4分にあることが確認された。

### ロス海探検
サザンクロスが1900年1月18日にオーストラリアからケープアデアに戻った。ボルクグレヴィンクはキャンプの解体を始め、残っている物資を船に積んだが、間もなくそれを止めた。2月2日、船をロス海の南に進ませた。そのときにケープアデアから急ぎ慌てて出発したことは、2年後にディスカバリー遠征の隊員が訪れたときに確かめられた。その後エドワード・ウィルソンが「周り一帯のゴミの山、物資箱の山、死んだ鳥、アザラシ、犬、橇の装置、..他の物は天のみぞ知る」と記していた。

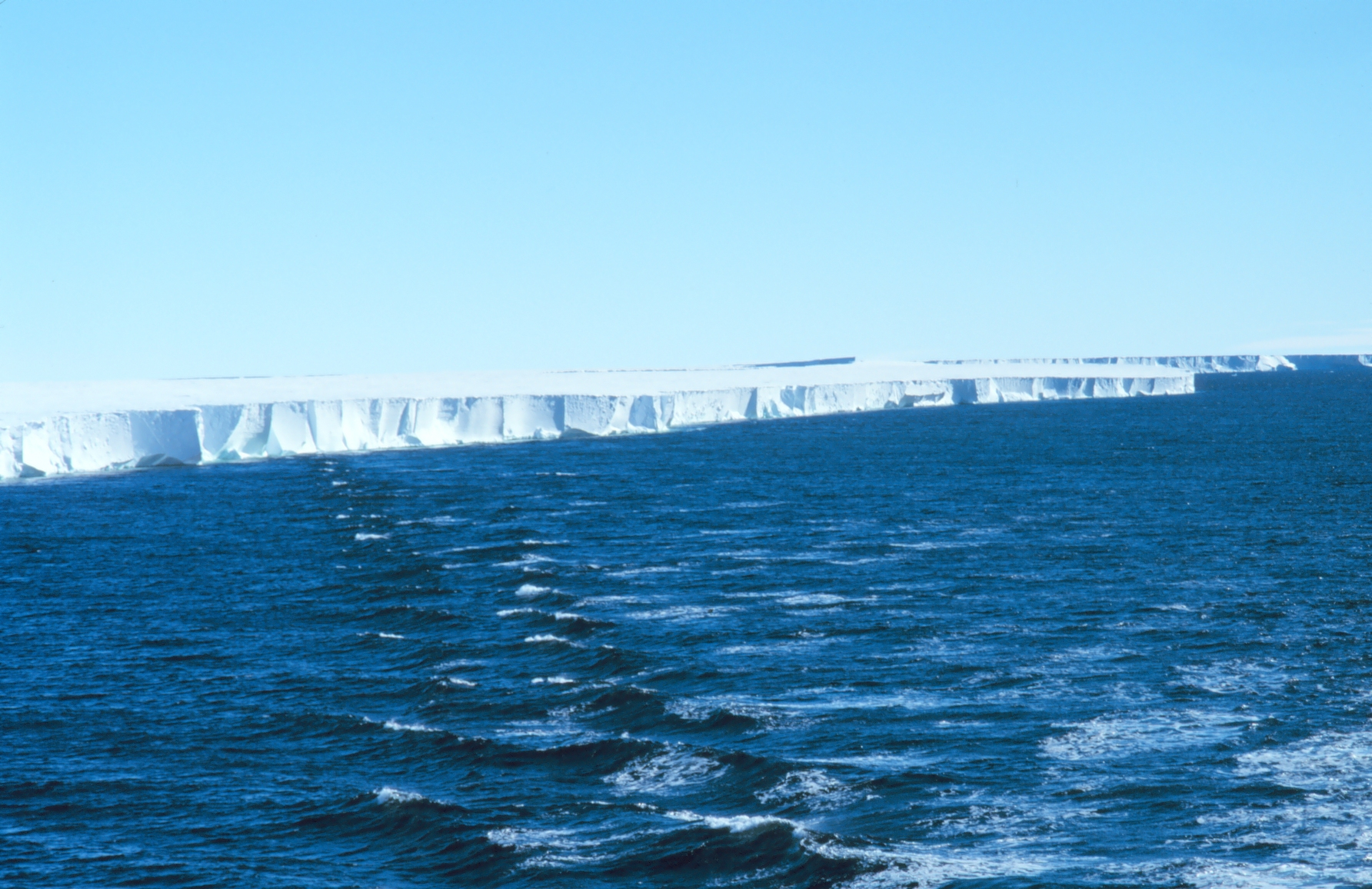
ロス棚氷、すなわち「グレート・アイス・バリア」の縁、1900年にボルクグレヴィンクが上陸して、当時の最南端記録を立てた

ロス海で最初に訪れた港はポゼッション島のものであり、1895年にボルクグレヴィンクとブルが缶詰の箱を残していたのが発見された。その後さらに南へ進み、ヴィクトリアランドの海岸を辿って、別の諸島を発見し、その1つにボルクグレヴィンクがサー・クレメンツ・マーカムと名付けたが、マーカムのこの遠征隊に対する敵意は、明らかにこの栄誉をもってしても変わらなかった。サザンクロスはさらにロス島に進み、火山のエレバス山を観察し、テラー山の麓にあるケープクロージャーに上陸しようとした。ここで氷の分離、すなわちグレート・アイス・バリアからの氷山の離脱によってできた大きな波に、ボルクグレヴィンクとジェンセン船長が危うく飲まれるところだった。60年前の1843年に、ジェイムズ・クラーク・ロスがバリアの縁に沿って東に進んで入り江を見つけようとしたときに、ロスはその最南端に達していた。ロスの時からバリアの縁は30法定マイル (50 km) 南に移動したことが分かり、サザンクロスはロスの最南端を更新したことになった。しかし、ボルクグレヴィンクはバリアそのものに上陸したいと思った。ロスの入り江近くに氷が傾斜しているところを見つけ、上陸が可能だと判断した。2月16日、ボルクグレヴィンク、コルベックとサビオが犬と橇を伴って上陸し、バリアの表面に登り、さらに南数マイル、彼らの計算では南緯78度50分まで移動して、新たな最南端記録が作られた。彼らはバリア表面を旅した最初の者達となり、のちにアムンセンが「我々はバリアに登ることで、ボルクグレヴィンクが南に進む経路を開き、その後の遠征隊にとっての大きな障害を除いたことを認めねばならない」と称賛していた。10年後の同じ地点近くに、アムンセンは南極点到達に至る旅の前に、「フラムハイム」と呼ぶベースキャンプを設けることになった。
サザンクロスは北に戻る途中で、ヴィクトリアランド海岸沖のフランクリン島で止まり、一連の磁力計算を行った。それによって南磁極は予想通りヴィクトリアランド内にあることが分かったが、以前に想定されていたよりも、さらに北、かつさらに西にあった。遠征隊は帰国への旅に入り、2月28日には南極圏を通過した。4月1日、ニュージーランドのブルーフから電報で無事帰還の報せがイギリスに送られた。

## 遠征の後

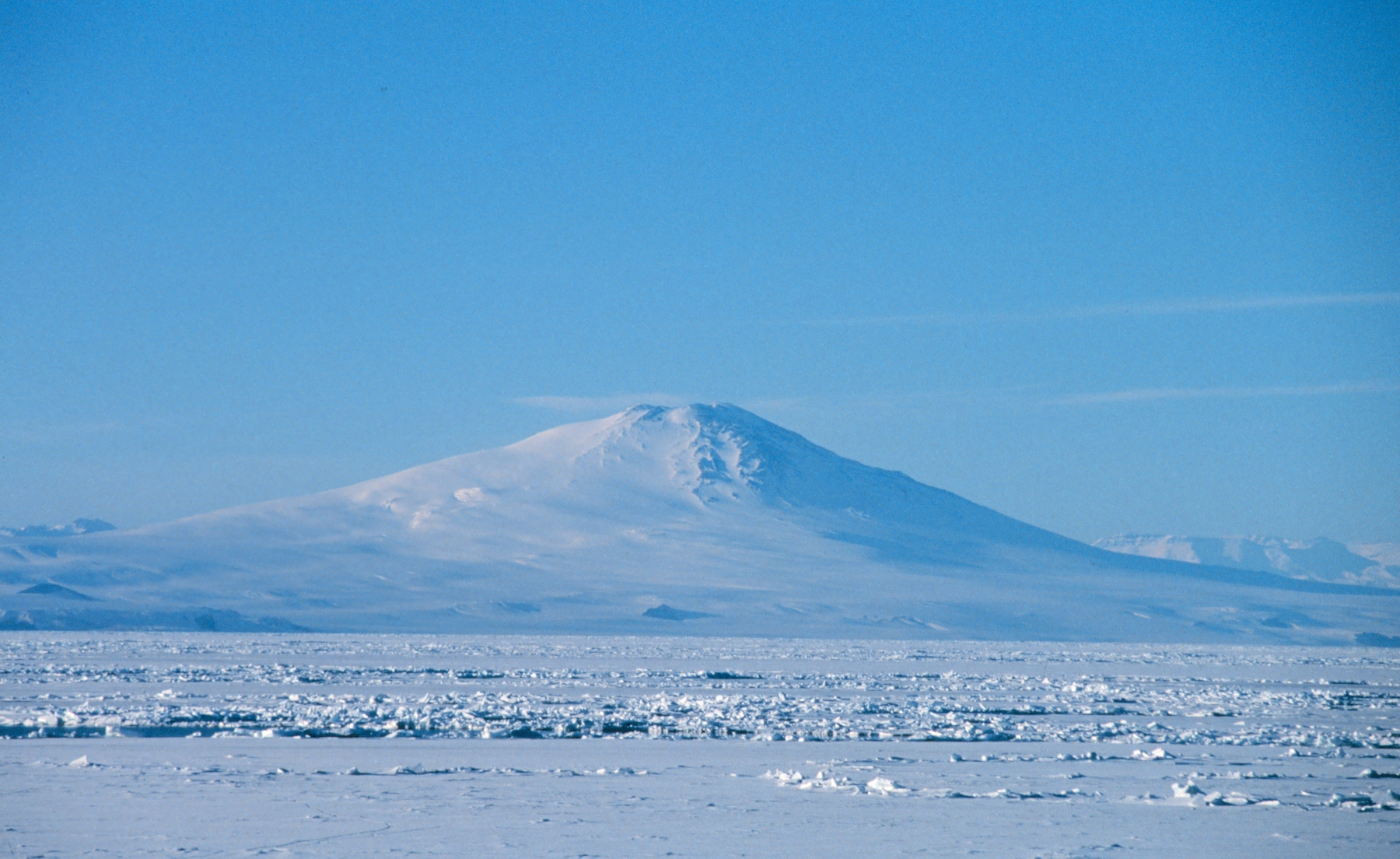
ヴィクトリアランドのメルボルン山、その麓にボルクグレヴィンクが「絶好のキャンプ地」を発見した

サザンクロスは1900年6月にイングランドに戻って来たが、その出迎えは冷ややかだった。地理学会では、ボルクグレヴィンクがニューネスの後ろ盾を得たことに対する不満がまだ残っていたが、大衆の関心はいずれにしても、翌年の出港に向けて準備が進むディスカバリー遠征に集まっていた。一方、ボルクグレヴィンクは「南極地域は新たなクロンダイクになる可能性がある。漁業、アザラシ漁、鉱物採掘の見込みにおいて」と言って、その航海を大きな成功だったと報告した。南極で人間が越冬できることを示し、一連の地理的な発見もあった。その中にはロバートソン湾とロス海の新しい諸島、フランクリン島、クールマン島、ロス島、グレート・アイス・バリアの最初の上陸点があった。ヴィクトリアランド海岸の測量では「重要な地理的発見、サザンクロス・フィヨルドやメルボルン山麓の優れたキャンプサイト」があることが分かった。この探検の最も価値ある業績はグレート・アイス・バリアの計測を行ったことであり、「これまで人類が達した最南端」まで進んだことであると主張していた。
ボルクグレヴィンクによるこの遠征の報告書『南極大陸の最初』は、翌年出版された。その英語版の多くはニューネスのスタッフが脚色した可能性があり、「ジャーナリスト」的であることと、自慢話的な調子を批判された。解説者が認めた著者は、「そのつつましさあるいはその機転もわからない」ものであり、イングランドとスコットランドで講演旅行を行ったが、その受け取られ方は概して低調だった。
ヒュー・ロバート・ミルは、この遠征の科学的成果は期待したほど大きなものではなく、ハンソンのノートの多くが不思議にも消失し、「科学的業績の威勢の良い作品として興味ある」と述べていた。ヴィクトリアランドの気象と磁気の状態が一年間にわたって記録された。南磁極の位置には到達しなかったが計算された。南極大陸の動物相や植物相のサンプルと、地質的なサンプルが集められた。ボルクグレヴィンクは新しい昆虫と浅い水域の動物種の発見も主張しており、「二極性」（北極と南極双方の近くに住む種の存在）を証明した。
イギリスや海外での地理学会はこの遠征に対する公式の認知をゆるりと与えていった。王立地理学会はボルクグレヴィンクに特別研究員資格を与え、その後はノルウェー、デンマーク、アメリカ合衆国からの勲章や表彰が続いたが、遠征隊の業績が広く認められることはなかった。マーカムはボルクグレヴィンクに対する攻撃を続け、狡猾で無節操だと言った。アムンセンの暖かい賛辞が唯一の肯定的な発言だった。スコットの伝記作者デイビッド・クレインは、ボルクグレヴィンクがイギリス海軍の士官であったら、その遠征はイギリスで異なる待遇を受けたことであろうが、「ノルウェーの水夫で校長というのは、真面目に捉えられることはない運命だった」と推量した。マーカムの死からかなり経った1930年、王立地理学会がボルクグレヴィンクにパトロンのメダルを贈った。「サザンクロス遠征のパイオニア的行動の当時には、正義は行われなかった。それが打ち勝った困難さの程度は、当時過小評価されたままだった」ことを認めた。ボルクグレヴィンクはこの遠征後、比較的静かに暮らしており、公衆の目に触れることはほとんどなかった。1934年4月21日にオスロで死んだ。